# Митува
Митува — река на западе Литвы в Каунасском и Таурагском уездах. Правый приток реки Неман. Длина реки — 102 км. Площадь водосборного бассейна — 773 км².

## Течение
Берёт начало в 5 км западнее города Арёгала, около автодороги А271, А1 Каунас—Клайпеда, недалеко от деревни Диджюляй. Основная часть русла пролегает с востока на запад, после слияния с рекой Видауйя поворачивает на юго-восток. Впадает а Неман в городе Юрбаркас.

## Притоки
Основные притоки:
- Алса, Видауя (правые)
- Снетала, Антварде, Имсре (левые)

## Населённые пункты
На Митуве расположены следующие населённые пункты (от истока к устью): Юодайчай, Стакяй, Пауляй, Гирджяй, Вертимай, Мантвиляй 1-е, Мешкининкай, Юрбакай, Юрбакас.